# Brandejsův statek
Brandejsův statek (také Suchdolský zámeček nebo Zámek Suchdol) je původně gotický, později renesančně a barokně přestavěný dvůr. Nachází se v Praze na severu městské části Suchdol. Jeho současná podoba pochází z let 1822–1823, kdy byl po požáru v roce 1822 obnoven. Statek nese jméno po mecenáši Alexandru Brandejsovi, který zde žil na konci 19. století. V současnosti Brandejsův statek využívá Česká zemědělská univerzita, je pod správou Fakulty agrobiologie, potravinových a přírodních zdrojů.

## Historie
Panský dvůr, na jehož základech současný statek stojí, byl založen pravděpodobně v letech 950 až 970. Vznikl jako dvorec při „přemyslovské“ stezce, která spojovala Levý Hradec s nově vznikajícím střediskem na Pražském hradě. První písemná zmínka pochází z roku 1045. Roku 1429 byl Suchdol v majetku purkrabího Pražského hradu Kerounka z Lomu, roku 1454 Jana Kerounka a poté tvrz a ves držel Václav Budovec z Budova. Od roku 1679 patřil statek benediktinům z pražského Emauzského kláštera. Benediktini zde také vařili pivo. V letech 1815-1819 na statku stabilně pobýval emauzský opat Leopold Žalda, pro kterého zde byla zřízena kaple. Žalda v Suchdole také zemřel a byl pohřben na hřbitově u kaple sv. Václava. Pivovar byl zrušen v roce 1863. V roce 1866 statek získala do nájmu rodina Brandejsova.

### Působení Alexandra Brandejse
Statek je pojmenován po Alexandru Brandejsovi, českém statkáři a podnikateli, který zde jako nájemce v létech 1874–1899 žil a hospodařil. Brandejs byl mecenášem českých především výtvarných umělců, kteří se zde často scházeli. Z nich zde v letech 1877–1879 žil Mikoláš Aleš, který zde vytvořil cyklus 12 lunet Vlast pro Národní divadlo. Z Brandejsovy stáje pocházel hřebec Ardo, podle nějž vytvořil Josef Václav Myslbek koně pro sousoší sv. Václava na Václavském náměstí.
V 70. letech, za pobytu Mikuláše Alše, zde archeolog Čeněk Rýzner, učinil své významné nálezy a dal tak základ kultuře únětické.